# يكترينا أندريوشينا
يكترينا أندريوشينا (الروسية: Андрюшина, Екатерина Сергеевна) مواليد 17 أغسطس 1985، هي لاعبة كرة يد روسية. مثلت منتخب روسيا لكرة اليد للسيدات. شاركت في دورة الألعاب الأولمبية الصيفية سنة 2008. حققت المركز الأول في بطولة العالم لكرة اليد للسيدات 2007.

## الميداليات
| الميدالية | المسابقة                            |
| --------- | ----------------------------------- |
| فضية      | الألعاب الأولمبية الصيفية 2008      |
| ذهبية     | بطولة العالم لكرة اليد للسيدات 2007 |
| ذهبية     | بطولة العالم لكرة اليد للسيدات 2009 |
| فضية      | بطولة أوروبا لكرة اليد للسيدات 2006 |

## روابط خارجية
- يكترينا أندريوشينا على موقع الاتحاد الأوروبي لكرة اليد (الإنجليزية)
- يكترينا أندريوشينا على موقع اللجنة الأولمبية الدولية (الإنجليزية)
- يكترينا أندريوشينا على موقع أوليمبيديا (الإنجليزية)